# Государственный строй Узбекистана
Государственный строй Республики Узбекистан — система политико-правовых, административных, экономических и социальных отношений, установленная основными законами — «Декларацией о суверенитете Республики Узбекистан» принятой на второй сессии Верховного Совета Узбекской ССР 20 июня 1990 года, законом «Об основах государственной независимости», принятым 31 августа 1991 года (замещавшем основной закон страны до принятия Конституции) и Конституцией, принятой 8 декабря 1992 года.
Республика Узбекистан, в состав которой входит Республика Каракалпакстан — суверенная демократическая республика с президентской формой правления.

## Основы государственного строя
В соответствии с первым разделом Конституции Узбекистана, основными принципами государственного строя Узбекистана являются:
- Государственный суверенитет, провозглашающий Узбекистан суверенной демократической республикой с неприкосновенной и неделимой территорией. Государство выражает волю народа, самостоятельно определяет направление своей внутренней и внешней политики (глава I Конституции Узбекистана).
- Народовластие — единственным источником государственной власти является народ Узбекистана, образованный его гражданами, независимо от их национальной принадлежности, который участвует в управлении государством непосредственно или через своих представителей. Ключевые государственные и общественные вопросы принимаются через всенародное голосование — референдум. От имени народа Узбекистана могут говорить только избранные Олий Мажлис и Президент[6] (глава II Конституции Узбекистана).
- Безусловное верховенство законов и Конституции — все граждане и государственные органы должны действовать только в рамках существующих законов (глава III Конституции Узбекистана).
- Самостоятельная внешняя политика, согласно которой Узбекистан является полноправным субъектом международных отношений. В своей внешней политике Узбекистан руководствуется общепризнанными принципами и нормами международного права, а также, исходя из высших интересов государства и народа (глава IV Конституции Узбекистана)[7].

Согласно статьи 11 основного закона, система государственной власти Узбекистана разделяется на три независимые ветви: законодательную, исполнительную и судебную.
Государственная власть на местах осуществляется посредством Кенгашей народных депутатов, возглавляемых Хокимами, а также органов самоуправления граждан.

## Глава государства

### Президент
Узбекистан был первой из республик Советского Союза, перешедшей на президентскую форму в 1990 году.
Президент Республики Узбекистан является главой государства, его высшим должностным лицом, обеспечивающим согласованное взаимодействие всех органов государственной власти. Президент является Верховным главнокомандующим Вооруженных Сил Республики Узбекистан, выступает гарантом соблюдения гражданских прав и свобод, Конституции и законов, принимает необходимые меры по охране суверенитета, безопасности и территориальной целостности страны, представляет Узбекистан внутри страны и в международных отношениях.
Президент избирается народом Узбекистана всеобщим и тайным голосованием сроком на 7 лет.

## Законодательная власть
Высший государственный представительный орган — Олий Мажлис Республики Узбекистан, состоящий из двух палат — Сената и Законодательной палаты. Срок полномочий Сената и Законодательной палаты — 5 лет.

### Сенат
Сенат Олий Мажлиса Республики Узбекистан является палатой территориального представительства и состоит из 65 членов. Членами Сената избираются — по шесть представителей от Республики Каракалпакстан, избирающихся тайным голосованием из депутатов Жокаргы Кенеса и от каждой области республики и города Ташкента, избирающихся тайным голосованием из депутатов соответствующих представительных органов. Шестнадцать членов Сената назначаются Президентом из числа граждан, имеющих большие заслуги и опыт в разных сферах государственной и общественной деятельности.

### Законодательная палата
Законодательная палата (нижняя палата) состоит из ста пятидесяти депутатов. Сто тридцать пять депутатов Законодательной палаты избираются на основе всеобщего, равного и прямого избирательного права при тайном голосовании по территориальным одномандатным избирательным округам на многопартийной основе. Пятнадцать депутатов Законодательной палаты избираются от Экологического движения Узбекистана.

## Исполнительная власть

### Кабинет Министров Республики Узбекистан
Исполнительную власть осуществляет Кабинет Министров Республики Узбекистан, состоящий из Премьер-министра, его заместителей, министров, председателей государственных комитетов, а также главы правительства Республики Каракалпакстан. Кандидатура Премьер-министра выдвигается политической партией, имеющей парламентское большинство или политической коалицией, получившей равное число депутатских мест в Законодательной палате. Кабинет Министров осуществляет — руководство в экономической и социальной сфере государства, исполнение законов Республики Узбекистан, решений и указов Президента; издаёт постановления и распоряжения, обязательные для исполнения на всей территории страны. Кабинет Министров слагает свои полномочия перед вновь избранным парламентом страны.

## Судебная власть
Судебная власть в Республике Узбекистан действует независимо от законодательной и исполнительной власти, политических партий, иных общественных объединений.
Судебная власть состоит из Конституционного суда Республики Узбекистан, Верховного суда Республики Узбекистан и его структурных подразделений Верховного суда Республики Каракалпакстан, областных, Ташкентских городских судов по гражданским и уголовным делам, межрайонных, районных, городских судов по гражданским и уголовным делам; Высшего хозяйственного суда Республики Узбекистан, Хозяйственного суда Республики Каракалпакстан, областных и Ташкентских городских хозяйственных судов. Срок полномочий судей гражданских, военных и хозяйственных судов — пять лет.

## Прокуратура
Надзор за точным и надлежащим исполнением законов на территории страны лежит на Генеральном прокуроре Республики Узбекистан и подчинённых ему прокуроров. Прокурор Республики Каракалпакстан назначается Жокаргы Кенесом и утверждается Генеральным прокурором. Срок полномочий прокуроров всех уровней — пять лет. Прокуратура Республики Узбекистан действует независимо от государственных органов и общественных объединений, подчиняясь только закону.

## Местная государственная власть
Представительными органами власти на местах являются Кенгаши народных депутатов, возглавляемые Хокимами, являющихся также высшими должностными лицами и представителями исполнительной власти на местах. В компетенцию местной государственной власти входит: обеспечение законности и исполнения законов, решение экономических, социальных, экологических вопросов на вверенной им территории.

## Местное самоуправление
Органами самоуправления в поселках, кишлаках и аулах, а также в махаллях городов, поселков, кишлаков и аулов являются сходы граждан, возглавляемые председателем и его советниками, избирающимися на срок 2,5 года. Кандидатура председателя согласовывается с хокимом.

## Политические партии и движения
На сегодняшний день в Узбекистане зарегистрированы пять политических партий — либерально-демократическая партия Узбекистана (УзЛиДеП), народно-демократическая партия Узбекистана, демократическая партии Узбекистана «Миллий тикланиш», социал-демократическая партия Узбекистана «Адолат» и Экологическое движение Узбекистана.

## Вооружённые силы Республики Узбекистан
Узбекистан содержит необходимое и достаточное для обеспечения собственной безопасности, суверенитета и территориальной целостности Вооружённые силы. Вооружённые силы Республики Узбекистан состоят из сухопутных войск, военно-воздушных сил, войск противовоздушной обороны, войск особого назначения, инженерно-строительных войск и Национальной гвардии. Высшее руководство Вооружёнными силами осуществляет Президент, являющийся Верховным Главнокомандующим Вооружёнными силами Республики Узбекистан. Центральным органом управления является Министерство обороны.